# Províncias da Tailândia
As províncias da Tailândia são as regiões administrativas do governo da Tailândia. Elas são as principais unidades do governo local e atuam como pessoas jurídicas. Elas são divididas em amphoe (distritos), que são divididos em tambon (subdistritos), o próximo nível inferior do governo local. Cada província é liderada por um governador (ผู้ว่าราชการจังหวัด phu wa ratchakan changwat), que é nomeado pelo governo central. Bangkok, a única área administrativa especial, combina as tarefas das províncias com as de um município, inclusive tendo um governador eleito.